# 제이미 막스는 죽었다
《제이미 막스는 죽었다》(Jamie Marks Is Dead)는 미국에서 제작한 카터 스미스 감독의 2014년 초자연 공포 드라마 영화이다. 캐머런 모너핸, 리브 타일러 등이 출연했다. 
2014년 1월 19일 2014년 선댄스 영화제 미국 드라마 부문 경쟁작으로 초연된 후 8월 29일 미국에서 제한 상영으로 개봉되었다. 

## 줄거리
업스테이트 뉴욕 작은 마을에 사는 고등학생 그레이시는 강 근방에서 학내 괴롭힘을 당하던 소심한 동급생 제이미 막스의 시체를 발견한다. 육상계 스타 애덤은 제이미를 잘 알지 못했지만 이 소식을 듣고 동요해 사건 장소를 찾았다가 그레이시와 마주치고 함께 제이미를 추모하는 시간을 갖는다. 며칠 뒤 두 사람 앞에 제이미의 유령이 나타나고 애덤은 제이미 유령과 점점 친밀해지는데...

## 출연
- 캐머런 모너핸 - 애덤 매코믹 역
- 노아 실버 - 제이미 막스 역
- 리브 타일러 - 린다 매코믹, 애덤을 홀로 키우는 어머니 역
- 주디 그리어 - 루시, 린다의 집 앞 교통사고 가해자 역
- 모건 세일러 - 그레이시 하이스미스 역
- 매디슨 비티 - 프랜시스 윌킨슨, 몇 년 전 부모님을 살해하고 자살한 뒤 폐가에 머무는 악령 역
- 로넌 루빈스타인 - 로니 역

## 같이 보기
- 루인스: 카터 스미스가 연출한 2008년 공포 영화
- 스왈로우드: 카터 스미스가 연출한 2022년 공포 영화